# Teanin
Teanin eller L-Teanin är en aminosyra som finns i tebuskens blad och i svampen brunsopp. L-Teanin är ett derivat av glutamin. Teanin är det aktiva ämne som förekommer mest i te efter koffein[källa behövs].

## Egenskaper
L-Teanin kan tränga igenom blod-hjärnbarriären, där en ökad frisättning av serotonin och dopamin lindrar stress och ökar kognitionsförmågan, det senare genom att samverka med koffein.[källa behövs]. Forskning tyder på att det även kan lindra PTSD-syndrom. Ej att förväxla med tein, ett gammalt namn på koffein. Teanin hjälper också kroppens immunförsvar genom att förstärka T-Cellens sjukdomsförhindrande effekt. Blodanalys på 11 kaffe-drickare och 10 te-drickare visade att de anti-bakteriella proteinerna var upp till fem gånger fler hos te-drickarna, en indikator på bättre immunförsvar.
Teanin är vanligt som kosttillskott.